# 紀伊路
紀伊路（きいじ、古くは紀路〈きじ〉とも）は、熊野三山への参詣道・熊野古道のひとつ。
淀川河口の渡辺津（摂津国）から一路南下、和泉国を経て、雄ノ山峠を越えて紀伊国に入り、紀伊田辺からは大塔山地周縁部を東進して熊野本宮大社に至り、熊野速玉大社・熊野那智大社を結ぶ。
近世までに紀伊田辺以東の部分が中辺路（なかへち）の名で区分されるようになったが（後述）、本項目にて扱う。

## 概要

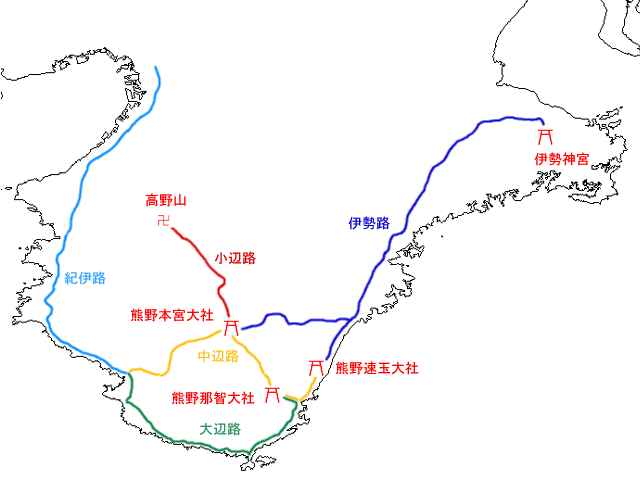
熊野古道の地図。水色線・黄線が紀伊路

紀伊路は畿内と熊野三山を結ぶ参詣道である。熊野古道の中では、伊勢路と並んで梁塵秘抄に詠われたように最も古くから知られた道であるが、摂津国・和泉国では和泉山脈・葛城山脈に、紀伊国では紀伊山地と紀伊山地に源流をもつ河川に制約され、決して容易ではない困難な道であった。
そのような困難な道であるにもかかわらず、紀伊路は7世紀以降、熊野三山への参詣道として正式なルートとして認識され、京の院や貴族による参詣の隆盛を見た。のみならず、こうした院や貴族による参詣を中心とする平安末期から鎌倉初期にかけての中世熊野詣は徒歩が原則とされ、九十九王子への巡拝が行われた。中世熊野詣の先達をつとめ、参詣ルートの整備や参詣儀礼の指導にあたったのは修験者であったため、困難な修行の道を踏み越えて行くことそれ自体に信仰上の意義が見出されていたのである。
中世熊野詣は、承久の乱において主たる担い手であった院が没落し、院の後ろ盾を得つつ熊野三山を統括してきた熊野別当家が勢力を衰えさせたことで終焉を迎えた。以降、熊野参詣の主たる担い手が東国武士や有力農民にシフトするにつれ、メインルートとしての地位を失った紀伊路の性格も変容し、西国三十三所の巡礼道に組み込まれるに至った。熊野参詣は依然として失われたわけではないが、中世熊野詣のような参詣儀礼は失われ、また困難な箇所を回避するための派生ルートが設けられた。摂津や和泉では熊野街道とも呼ばれたように、紀伊路は幹線道路として沿道住人の生活道路であり、政治・経済上の役割をも担っており、近代以降の国道整備においても、紀伊路のルートがしばしば踏襲された。
淀川河口の渡辺津（摂津国）を発った紀伊路は、和泉山脈から派生した和泉丘陵先端部の湧水帯線沿いに紀州街道とほぼ平行して進み、今日の阪南市付近で丘陵越えに方向を転じる。同じく丘陵越えに転じた紀州街道と合流して雄ノ山峠を越えて紀伊国に入る。紀ノ川で中央構造線を南に越えると、そこからは紀伊山地から派生した地形が続き、紀伊山地に源流を持つ紀ノ川・有田川・日高川といった河川を渡りながら紀伊田辺に着く。田辺からは東進し、岩田川河谷を経て滝尻からは大塔山系北縁部を東進して熊野本宮大社に至り、熊野速玉大社・熊野那智大社を巡拝する道へ進む。
前述の通り、紀伊路は信仰の道であるだけでなく生活の道でもあり、近代以降においても利用され続けた。しかし、より容易かつ自動車の通行が可能なルートが開削されるとともに幹線から外れ、集落の中を通っていた道も旧状を失ったり、道ではなくなった箇所も少なくはない。しかし、1978年（昭和53年）に文化庁により大阪府・和歌山県の熊野参詣道、すなわち紀伊路が「歴史の道百選」に選定されたことを機に、改めて紀伊路のルートと歴史に関する調査結果が集成された。またこの調査から派生して、旧状をまとまってよくとどめられている田辺市中辺路町以東の紀伊路はルートの復元と整備が行われたことにより、不完全であるにせよかつての参詣道をたどることが可能になっている。

## 紀伊路の道
紀伊路のルートとその周囲の名所・旧蹟・遺跡等について記述する。

### 窪津から雄ノ山峠越え
中世熊野詣において京の院や貴族たちがたどったルートに従うならば、京都から舟で旧淀川河口まで下って渡辺津付近で上陸するところから参詣道がはじまる。摂津から南下して紀伊の山口に至る道は、平安時代以降は南海道であった。南海道は遷都などの事情により数度にわたってルートが変更されており、奈良時代までは紀ノ川河谷を西進して紀伊国府に至り、淡路・阿波とすすむが、中世熊野詣の時代には官道である南海道を利用していた。
旧淀川河口付近の上陸地から上町台地を南下し、河内・和泉の国境を三国峠で越え、和泉国に入る。和泉国において紀伊路のルートを制約するのは、かつての和泉・紀伊の国境、今日の大阪・和歌山県境をなす和泉山脈と和泉山脈から派生した和泉丘陵である。和泉山脈から北に向かって櫛の歯状に伸びる丘陵は和泉平野を広く覆い、その間を開析する河川はいずれも流域面積の小さな河川ばかりであるが、段丘に深いV字谷を形成している。丘陵末端は海岸線との間に海退または隆起により海岸段丘を形成し、この海岸段丘形成の作用と東から西への地形の圧力により河川は屈折を繰り返しつつ大阪湾に流入するまでの間に、沖積平野・扇状地を形成する。そうした丘陵の下部や段丘の末端部には湧水帯が見られ、この湧水帯をつなぐ線は丘陵下湧水帯線と呼ばれる。この線に沿って原初的な交通路が成立し、のちに紀州街道・熊野街道となって、各時代を通じて文化を受け入れる幹線となった。しかし、この交通路は南西に進むにつれて、和泉丘陵が海岸に迫って来るために狭められてゆき、阪南市貝掛付近ではついに丘陵先端が海に落ち込むことになる。それゆえ、交通路は海岸線を通るか、丘陵上に上がるかを選択せざるを得なくなるが、古代後期以降の主要交通路となるのは後者であり、古代以降の熊野街道、近世以降の紀州街道とも丘陵に上がり、現在の泉佐野市下瓦屋町付近で合流し、雄ノ山峠を越えてゆくことになる。
大阪府内の紀伊路は大阪市内や堺市内では比定が困難であり、特に堺では中世の環濠都市の開発の影響が見られる。旧状を残す箇所と失った部分で差が見られるだけでなく、道でなくなった部分もある。残された道筋もすべて車道(主要地方道や生活道路)となっており、かつて難所として知られた雄ノ山峠も、急勾配区間はルートを少し変えつつ特徴的な勾配が残っているが、峠付近は阪和自動車道の峠越えと並走して高度成長期以降の交通状況を反映した幅の広い切り通しを形成しているなど、当時の面影のない舗装道路であり、「歴史の道」にも選定されず史跡指定も受けていない。

### 雄ノ山峠から紀伊田辺
雄ノ山峠より先も、海南インターチェンジ付近の藤白神社に至るまでは、県道・主要地方道に指定された自動車の比較的多い区間が多く、県道と重複しない区間も軽自動車の通れる状態の道が大半を占める。
| JR阪和線の山中渓駅付近の道程は石畳風に整備されているが、これは江戸時代の紀州街道をイメージしたもの。峠までの途中にある境橋が和泉国（大阪府）と紀州（和歌山県）の境界で、滝畑集落を抜けて峠を越える。峠を下ると官道時代に紀伊の関（白鳥の関）が置かれた湯屋谷集落となる。紀ノ川に至る間には、山口・川辺・中村の各王子のほか、熊野古道との関係が深い役小角を祀る祠もある。紀ノ川は聖地へ踏み込む最初の結界と捉えられていたことから、川辺の渡し場では穢れを祓う水垢離も行われていた。 紀ノ川を渡るとJR和歌山線の布施屋駅で、川端王子を合祀した高積神社があり、結界を越えたことから熊野遥拝所と呼ばれる。井ノ口集落を抜けると和佐王子跡があり、ここには江戸時代に紀州藩が王子跡を顕彰した碑が残る。矢田峠を越え、南海電鉄貴志川線を跨ぐと阪和自動車道と並走する。小瀬田と多田の集落間が和歌山市と海南市の境界になっている。神武天皇が東征で熊野入りする際に土蜘蛛を退治した地とされる蜘蛛池の脇から汐見峠を越えると、海南の市街地となる。 海南はかつて熊野神域の入り口とされ、熊野一之鳥居があった。往時はこの鳥居を潜り、祓戸王子を経て藤白神社へ向かった。藤白神社は藤代王子社から勧進されたもので、神社の先から始まる藤白坂は古道の趣きを残しており、1丁間隔で道標となる地蔵をかたどった丁石が据えられている。坂の頂上となる藤白峠は御所の芝と呼ばれ『紀伊国名所図絵』で「紀州随一の美景なり」と絶賛され、遠く四国まで眺望できる。峠には国の重要文化財の石地蔵を祀る地蔵峰寺があり、この境内もともとは藤白塔下王子の跡地であった。峠を越えると海南市下津町となり、菓子の神として知られる田道間守を祀る橘本神社（所坂王子）などがあり、拝ノ峠に向け上り坂となる。白倉山の脇を抜けると有田市に入り、紀勢本線の踏切に次いで有田川を渡る。現在では架橋されているが、往時は宮原の渡し場があった。再び上り坂となり、糸我峠を越えると湯浅町になる。 湯浅の市街地からはすぐ広川町となり、かつての宿場であった井関集落を通って鹿ヶ瀬峠へと向かう。紀伊路の中でも最も険路とされるこの峠の登り口には、東の馬留王子跡がある。馬留とは馬で越えるには険しい峠のため、京方面から来た貴人でもここに馬を留め置いて徒歩で峠を越えなければならなかったことに由来する。峠の前後には昔、茶屋が立ち並んでいた痕跡が残されている。尾根続きの小峠を境に日高町となり、下り道とでは約500メートルにわたる石畳が続く。その先の原谷集落には西の馬留王子跡があり、この界隈は古来から黒竹が自生し、その光景は多くの和歌などにも詠まれてきた。原谷集落界隈は山道ではなく、里山や田園地帯となる。ほどなく紀伊路は御坊市に入る。 御坊では道成寺の本尊である千手観音を海から拾い上げた海士を祀った九海士王子跡が寺の近くにある。市内を流れる日高川沿いに下流へ向かって進み、紀伊水道から太平洋になる海岸線に出て、しばらく海辺を歩くことになる。そのまま印南町に移り、切目王子などを経て榎木峠を越え、みなべ町に入る。『枕草子』や『伊勢物語』に記された千里の浜を歩き、小栗判官ゆかりの三鍋王子、その三鍋王子を一時合祀していたことから旧王子社をそのまま社殿とした鹿島神社を経て、田辺市に着く。芳養駅から先は、景観再生された松並木が続き（下記”景観・環境の復元”の節参照）、中辺路へ進む参拝者が海水で禊をした潮垢離浜跡の石碑と出立王子跡を過ぎ、直ぐに龍泉寺・浄恩寺・西方寺が連なる角を曲がり、旧会津橋を渡れば直ぐに道標に着く。そのまま直進し本町へ入る。突き当たりを右へ、陶器店前に道標（道分け石）があり右折直進。栄町を過ぎ、北新町の路傍に立つ道標（道分け石）で紀伊路は終わり、ここから中辺路と大辺路に分かれる。 | 紀伊路を歩く 雄ノ山峠～紀伊田辺 和泉・紀伊国境の山中関所跡から始まる和泉・紀伊国境の境橋雄ノ山峠山口王子跡湯屋谷集落川辺王子跡（力侍神社）川辺の渡し場跡付近紀の川を渡る川端王子井ノ口集落 紀州藩の顕彰碑が建つ和佐王子跡矢田峠塩ノ谷集落平緒王子跡平尾集落貴志川線踏切越しの口須佐集落奈久智王子吉里集落松坂王子石畳の坂道（海南市） 蜘蛛池汐見峠松代王子跡（春日神社）祓戸王子跡藤白神社藤白坂藤白坂の丁石地蔵藤白峠の宝塔藤白塔下王子御所の芝 蜜柑畑の脇を下る橘本王子跡（阿弥陀寺）木橋を渡る橘本神社所坂王子跡（橘本神社境内）一壷王子跡（山路王子神社）拝ノ峠からの眺望蕪坂塔下王子山口王子宮原の渡し場跡 糸我王子糸我峠への道糸我峠逆川王子跡（逆川神社）河瀬王子鹿ヶ瀬峠（大峠）の頂上小峠鹿ヶ瀬峠へ続く石畳路傍の板碑奥原谷の旧集落跡を抜ける 原谷集落の古民家原谷集落沓掛王子跡西の馬留王子跡原谷集落の田園風景内ノ畑王子跡高家王子（内原王子神社）善童子王子（田藤次王子）愛徳山王子跡北東参詣道愛徳山王子跡 愛徳山王子跡竹林道九海士王子道成寺光川海岸（印南町）斑鳩王子切目王子切目海岸切目中山王子（中山王子神社）土盤切り出しの古道（印南町）榎木峠 里山風情の古道（印南町）すれ違い困難な隘路（みなべ町）岩代王子千里王子跡北東参詣道千里王子千里の浜三鍋王子芳養王子芳養の松原潮垢離浜跡碑 出立王子紀伊路の終着点・道分け石 |

## 文化財保護
紀伊路の中でも田辺以東の中辺路は文化財保護法にもとづく史跡「熊野参詣道」（2000年〈平成12年〉11月2日指定） として指定されており、その後、2002年（平成14年）12月19日に熊野川および湯の峰温泉のつぼ湯が追加指定を受けた。中辺路は文化庁による「歴史の道」の指定対象であり、1996年（平成8年）には歴史の道百選にも選定されている が、これは文化財保護を特に目的としたものではなく、公的な文化財保護の枠組みの下におかれていなかった。中辺路を含む熊野参詣道、世界遺産への推薦に先行して日本の国内法に準拠する保護および保存管理の計画を示す必要から登録されたものである。史跡指定により、中辺路の現状を変更する、または保存に影響を及ぼす行為には文化庁長官の許可が必要となった。世界遺産への推薦・登録に際して設けられた緩衝地帯は文化財保護法の対象ではないが、その他の法令や県および市町村の条例による保護の下に置かれている。
また和歌山・奈良・三重の3県の教育委員会が市町村教育委員会および文化庁と調整のうえで定めた包括的な保存管理計画にもとづき、個別遺産の管理にあたる県ないし市町村教育委員会が個別の保存管理の策定・実施にあたる体制がとられており、保存管理にあたって必要な資金や技術についても政府や県による支援が行われている。
2015年（平成27年）に熊野古道の史跡指定追加が行われ、紀伊路からは藤白王子跡・藤白坂・藤代塔下王子跡・一壺王子跡（以上海南市）、糸我峠（有田市）、河瀬王子跡・鹿ケ瀬峠（広川町）が選定、2017年（平成29年）には御坊市の塩屋王子跡と愛徳山王子跡北東参詣道や田辺市の芳養王子跡も追加指定された。和歌山県教育委員会は2016年の熊野古道世界遺産追加登録の際に紀伊路も含める準備を進めたが、保全状況が不十分として見送られた経緯がある。
さらに2022年（令和4年）に逆川王子跡（湯浅町）、鹿ケ瀬峠（日高町側）、切目王子跡（印南町）、千里王子跡・千里王子跡北東参詣道（みなべ町）を追加指定する答申があった。
また2017年4月、文化庁が始めた日本遺産に、「絶景の宝庫 和歌の浦」の構成資産として海南市の藤白坂・藤代塔下王子跡（御所の芝）・藤白神社（藤代王子）が認定された。

## 景観・環境の復元
紀伊路から中辺路・大辺路の分岐点となり「口熊野」と呼ばれた紀伊田辺は、総合保養地域整備法（リゾート法）によってヤシの木を植えるなど南国リゾート風なまちづくりを展開してきたが、一方で1974年に景勝地と知られた天神崎に別荘地造成が計画された際に「天神崎の自然を大切にする会」が市民有志によって結成され、日本におけるナショナルトラスト運動の嚆矢となった。
この活動が契機となり、宮脇昭が提唱した潜在自然植生の考えに基づいて2007年に目良公園において在来種への植え替えが行われたのを皮切りに、「熊野の森をつくる会」や「熊野の森ネットワーク・いちいがしの会」などの市民団体が熊野古道で最も往時の景観が失われた紀伊路の古環境復元を目指している。
一方、目良公園に近接する芳養の松原は中世から知られた名勝（当時はおそらく自然自生）であったが、江戸時代に防風林として増加され、近代になり大半が枯れたものを再生した。

## 注
1. ↑  小山[2000:27、43]
2. ↑  小山[2000: 132-133]
3. 1 2  大阪府教育委員会[2005: 148]
4. 1 2  大阪府教育委員会[2005: 17]
5. ↑  大阪府教育委員会[2005: 18]
6. ↑  大阪府教育委員会[2005: 17-18]
7. ↑  大阪府教育委員会[2005: 42]
8. ↑  大阪府教育委員会[2005: 159]
9. ↑  小山[2000:133]
10. 1 2  “熊野参詣道”. 国指定文化財等データベース.  文化庁. 2011年1月18日閲覧。
11. ↑  “田辺市の指定文化財一覧表”.   田辺市教育委員会. 2008年12月20日閲覧。
12. ↑  “文化庁選定「歴史の道百選」”.   文化庁. 2008年3月13日閲覧。
13. ↑  世界遺産登録推進三県協議会[2005]
14. ↑  世界遺産登録推進三県協議会[2005: 76-78]
15. ↑  文化庁 (2006年9月26日). “条約上の資産種別と登録資産の国内法上の指定状況” (PDF). 文化審議会文化財分科会世界文化遺産特別委員会（第１回）議事次第.   文化庁. 2011年1月18日閲覧。
16. ↑  世界遺産登録推進三県協議会[2005: 76、79]
17. ↑  世界遺産登録推進三県協議会[2005: 79]
18. ↑  この際同時に追加指定された中辺路の北郡越・長尾坂・潮見峠越・赤木越・八上王子跡・稲葉根王子跡・小狗子峠・かけぬけ道・阿須賀王子跡、大辺路の闘鶏神社・タオの峠・清水峠・飛渡谷道・富山平見道・新田平見道・駿田峠・二河峠は、2016年（平成28年）に世界遺産にも追加登録された
19. ↑  国の史跡指定目指す　紀伊路の王子跡や古道 紀伊民報　2021年5月25日
20. ↑  世界遺産追加登録に期待　紀伊路の千里や切目が国史跡に 紀伊民報 2022年6月21日
21. ↑  絶景の宝庫 和歌の浦 和歌の浦日本遺産活用推進協議会
22. ↑  毎日新聞 2006年12月7日（「青い地球を守る」広報紙）

## 文献

### 史料
- 安楽庵策伝、鈴木棠三校注、1964、『醒睡笑』（上下巻）、角川書店（角川文庫）
- 神道大系編纂会、1984、『参詣記』、神道大系編纂会（神道大系文学編5）
- 正宗 敦夫編纂・校訂、1978、『五畿内志 上』、現代思潮社（日本古典全集） ISBN 9784329005786
- 山口 之夫・出水 睦巳ほか、1996、『熊野案内記と寺内安林』、松原市役所（松原市史研究紀要第6号）
- 和歌山県神職取締所編、1909、『続紀伊風土記』第三輯、地方帝国行政学会出版部

### 踏査記
- 宇江 敏勝、2004a、『熊野古道を歩く』、山と渓谷 ISBN 4635600335
- — 、2004b、『世界遺産熊野古道』、新宿書房 ISBN 4880083216 - 宇江らによる2002年の踏査記を含む。

### 調査報告・研究
- 大阪府教育委員会、2002a、「熊野・紀州街道 - 調査篇」、服部・磯村[2005a: 5-140]
- — 2002b、「熊野・紀州街道 - 論考篇」、服部・磯村[2005a: 141-345]
- 紀南文化財研究会・熊野歴史研究会編、2008、『熊野古道大辺路調査報告書 - 田辺市から新宮市まで』、大辺路再生実行委員会
- 小山 靖憲、2000、『熊野古道』、岩波書店（岩波新書） ISBN 4004306655
- — 、2004、『吉野・高野・熊野をゆく - 霊場と参詣の道』、朝日新聞社（朝日選書） ISBN 4022598581
- 世界遺産登録推進三県協議会（三重県・奈良県・和歌山県）、2005、『世界遺産 紀伊山地の霊場と参詣道』、世界遺産登録推進三県協議会
- 服部 英雄・磯村 幸男編、2005a、『近畿地方の歴史の道1 - 大阪1』、海路書院（歴史の道 調査報告書集成） ISBN 4902796333
- 服部 英雄・磯村 幸男編、2005b、『近畿地方の歴史の道3 - 和歌山』、海路書院（歴史の道 調査報告書集成） ISBN 490279635X

### 自然誌
- 「角川日本地名大辞典」編纂委員会編、1985、『和歌山県』、角川書店（角川日本地名大辞典30） ISBN 404001300X
- 金田 幸裕・石川 義孝、2006、『近畿圏』、朝倉書店（日本の地誌8） ISBN 9784254167689
- 平凡社編、1983、『和歌山県の地名』、平凡社（日本歴史地名大系31）

### 地方誌
- 杉中浩一郎、1981、『紀南雑考』、中央公論事業出版